# Wereldkampioenschappen wielrennen 1975
De wereldkampioenschappen wielrennen 1975 werden gehouden in en rond de Waalse stad Yvoir, in de provincie Namen. De wedstrijd voor vrouwen werd verreden in het 20 kilometer westelijker gelegen Mettet.
In de wegrit bij de mannen raakte de Nederlander Hennie Kuiper weg uit een elite-groepje met onder anderen Roger De Vlaeminck, Joop Zoetemelk, Bernard Thévenet, Eddy Merckx, Lucien Van Impe en Francesco Moser. Aan de finish hield hij 17 seconden over. 

## Uitslagen
| pos.   | renner                   | land      | tijd     |
| ------ | ------------------------ | --------- | -------- |
| Goud   | Hennie Kuiper            | Nederland | 6u39'19" |
| Zilver | Roger De Vlaeminck       | België    | +0'17"   |
| Brons  | Jean-Pierre Danguillaume | Frankrijk | z.t.     |
| 4      | Pedro Torres             | Spanje    | z.t.     |
| 5      | Joop Zoetemelk           | Nederland | z.t.     |
| 6      | Bernard Thévenet         | Frankrijk | z.t.     |
| 7      | Régis Ovion              | Frankrijk | z.t.     |
| 8      | Eddy Merckx              | België    | z.t.     |
| 9      | Lucien van Impe          | België    | z.t.     |
| 10     | Gerrie Knetemann         | Nederland | z.t.     |

### Mannen amateurs
| pos.   | renner           | land      |
| ------ | ---------------- | --------- |
| Goud   | André Gevers     | Nederland |
| Zilver | Sven-Åke Nilsson | Zweden    |
| Brons  | Roberto Ceruti   | Italië    |

### Mannen amateurs 100 km ploegentijdrit
| pos.   | land              | renners                                                                  |
| ------ | ----------------- | ------------------------------------------------------------------------ |
| Goud   | Polen             | Tadeusz Mytnik, Mieczyslaw Nowicki, Ryszard Szurkowski, Stanisław Szozda |
| Zilver | Sovjet-Unie       | Gennady Komnatov, Valery Chaplygin, Aavo Pikkuus, Vladimir Kaminski      |
| Brons  | Tsjecho-Slowakije | Petr Matoušek, Vlastimil Moravec, Vladimír Vondráček, Petr Bucháček      |

### Vrouwen
| pos.   | renner                 | land             | tijd     |
| ------ | ---------------------- | ---------------- | -------- |
| Goud   | Tineke Fopma           | Nederland        | 1u32'36" |
| Zilver | Geneviève Gambillon    | Frankrijk        | + 1"     |
| Brons  | Keetie van Oosten-Hage | Nederland        | z.t.     |
| 4      | Truus van der Plaat    | Nederland        | z.t.     |
| 5      | Christiane Goeminne    | België           | z.t.     |
| 6      | Sue Novara-Reber       | Verenigde Staten | + 5"     |
| 7      | Nicole Vandenbroeck    | België           | z.t.     |
| 8      | Josiane Bost           | Frankrijk        | z.t.     |
| 9      | Morena Tartagni        | Italië           | z.t.     |
| 10     | Asta Forsell           | Finland          | z.t.     |

1921 · 
1922 · 
1923 · 
1924 · 
1925 · 
1926 · 
1927 · 
1928 · 
1929 · 
1930 · 
1931 · 
1932 · 
1933 · 
1934 · 
1935 · 
1936 · 
1937 · 
1938 · 
1946 · 
1947 · 
1948 · 
1949 · 
1950 · 
1951 · 
1952 · 
1953 · 
1954 · 
1955 · 
1956 · 
1957 · 
1958 · 
1959 · 
1960 · 
1961 · 
1962 · 
1963 · 
1964 · 
1965 · 
1966 · 
1967 · 
1968 · 
1969 · 
1970 · 
1971 · 
1972 · 
1973 · 
1974 · 
1975 · 
1976 · 
1977 · 
1978 · 
1979 · 
1980 · 
1981 · 
1982 · 
1983 · 
1984 · 
1985 · 
1986 · 
1987 · 
1988 · 
1989 · 
1990 · 
1991 · 
1992 · 
1993 · 
1994 · 
1995 · 
1996 · 
1997 · 
1998 · 
1999 · 
2000 · 
2001 · 
2002 · 
2003 · 
2004 · 
2005 · 
2006 · 
2007 · 
2008 · 
2009 ·
2010 · 
2011 · 
2012 · 
2013 · 
2014 · 
2015 · 
2016 · 
2017 · 
2018 · 
2019 · 
2020 ·
2021 ·
2022 ·
2023 ·
2024 ·
2025 ·
2026